# گونه معرفی‌شده
یک گونه معرفی‌شده (به انگلیسی: Introduced species) (گونه بیگانه، گونه خارجی، گونه غیربومی یا گونه غیرمحلی) گونه ای است که بیرون از توزیع محلی دامنه خود زندگی کند، اما توسط فعالیت‌های انسان به طور سهوی یا عمدی به آن محل معرفی‌شده باشد. گونه‌های غیرمحلی می‌توانند تأثیرات مختلفی روی اکوسیستم محلی داشته باشند. گونه‌های معرفی‌شده که مستقر شده و از محل آورده شدن پخش شوند گونه‌های مهاجم نامیده می‌شوند. ضربه گونه‌های معرفی‌شده به‌شدت متغیر است. بعضی از آن‌ها اثر منفی روی اکوسیستم محلی دارند، در حالی‌که بقیه گونه‌های معرفی‌شده عمداً برای مبارزه با آفات معرفی‌شده اند. آن‌ها زیست‌کنترل نامیده می‌شوند و مثلاً ممکن است به عنوان جایگزین سودمند آفت‌کش‌های کشاورزی در نظر گرفته شوند. در بعضی نمونه‌ها پتانسیل سودمند یا زیان‌آور بودن بلندمدت این گونه‌ها ناشناخته باقی مانده است.
اثرات گونه‌های معرفی‌شده روی محیط‌های طبیعی مورد بررسی‌های دقیق زیادی از طرف دانشمندان، دولت‌ها، کشاورزان و دیگران قرار گرفته است.